# Качині історії
«Качи́ні істо́рії» (англ. «DuckTales») — американський анімаційний серіал студії «Disney», заснований на коміксах Карла Баркса. Його успіх відкрив дорогу таким мультсеріалам як «Чіп і Дейл — бурундучки-рятівнички», «Дива на обертасах» і «Темний плащ».
Світова прем'єра серіалу відбулася 18 вересня 1987 року, у вигляді телевізійного фільму під назвою «Скарб золотих сонць», згодом цей фільм розділили на п'ять пілотних серій. Заключна сота серія серіалу вийшла в етер 28 листопада 1990 року. А 3 серпня 1990 року в кінотеатрах США вийшов повнометражний мультфільм «Качині історії: Скарб чарівної лампи».
У 2017 році серіал було перезапущено, перший епізод вийшов 12 серпня. Перезапуск відрізняється менш деталізованою картинкою, натомість більшою увагою до характерів персонажів та їхніх стосунків.

## Сюжет

### Перший сезон
Сезон починається аркою з 5 епізодів «Скарб золотих сонць» (Treasure of the Golden Suns), поєднаних наскрізним сюжетом. Надалі епізоди стають менш пов'язаними.
Качур Дональд Дак вирушає на службу на флоті, тому віддає своїх трьох племінників, Крячика, Квачика і Кручика, під опіку свого дядька — багатого старого скнари, найбагатшого качура світу Скруджа Мак-Дака. Спочатку Скрудж байдужий до дітей та турбується тільки про те, щоб вони не заважали йому. Крячик, Квачик і Кручик стають свідками викрадення бандою Барбосів моделі корабля з колекції Мак-Дака й вирішують завадити їм. Скрудж бачить, що його внучаті племінники такі ж, яким був він у юності, а кораблик виявляється вказівником до легендарного скарбу. Мак-Дак з племінниками, їхньою нянькою пані Кряквою й онукою Крякви Пір'їнкою вирушає на пошуки, та скарб також хочуть знайти старий авантюрист Ель Капітано й Хапун Дерихвіст — другий найбагатший качур світу. Їм вдається знайти схований в горах золотий скарб, але спрацьовує пастка. Скрудж завдяки своїм близьким переборює жадобу до золота, всіх встигає забрати пілот Форсаж. Мак-Дак втрачає золото, проте починає цінувати родину.
Скрудж розшукує нові способи розбагатіти, встряючи у різні пригоди, а Крячик, Квачик, Кручик, Пір'їнка та інші персонажі допомагають йому і рятують від лиходіїв. Брати Барбоси, чаклунка Магіка й інші злочинці зазіхають на багатства Скруджа.
У фіналі Скрудж закохується в багатійку Мілліонеру, та завдяки племінникам розуміє, що та лише хоче його грошей.

### Другий сезон
На відміну від попереднього, другий сезон набагато коротший і складається з двох сюжетних арок: «Час — це гроші» (Time Is Money), присвяченої подорожам в часі, та «Історії суперкачок» (Super DuckTales), що наслідує історії про супергероїв.
Скрудж купує в Хапуна Дерихвоста острів, на якому виявляються поклади алмазів. Коли Дерихвіст відбирає острів назад, Скрудж з племінниками користується машиною часу, винайденою невизнаним генієм Гвинтом Недокрутом, щоб вирушити в минуле і виправите це, але вони опиняються в доісторичних часах. Там вони знайомляться з первісним каченям Баббою та, стрибнувши крізь кілька епох, встигають відновити справедливість.
Мак-Дак замовляє в Недокрута створити робота, який охороняв би його грошосховище, та робот створює більше проблем, ніж приносить користі. Заміною йому стає робо-костюм, але Скрудж не знає кому його можна довірити. Бухгалтер Фентон Тріщун випадково стає власником костюма, що перетворює його на місцевого супергероя Робокачура. Через братів Барбосів статки Скруджа захоплюють іншопланетяни з метою переплавити золото. Родині при допомозі Гвинта доводиться вирушити в космос, щоб повернути їх.

### Третій сезон
Цей сезон найбільш різнорідний та присвячений різним моральним питанням, що постають перед персонажами.
Різні раніше відомі персонажі встряють у пригоди, що допомагає їм виправити свої недоліки і укріпити дружбу. Так, Крячик, Квачик і Кручик керують бізнесом Скруджа, Бабба стає генієм в обмін на здатність співчувати, а Мак-Дак добуває стріли Амура, які дозволяють викликати кохання.

### Четвертий сезон
Скрудж і Хапун сперечаються за право вирубати ліс золотих дерев, а племінники намагаються їх примирити. Крячику, Квачику і Кручику випадає нагода стати супергероями. Скрудж через помилку думає, що йому лишилося жити два дні та переводить всі гроші на електронний рахунок. Коли гроші зникають в мережі, йому доводиться вирушити в «останню» пригоду до цифрового світу й повернути свої статки.
Мак-Дак дізнається про Золоту гуску — реліквію, яку охороняють монахи, і яка може перетворити будь-що на золото. За нею ж полює і Дерихвіст, для чого підсилає братів Барбосів викрасти реліквію. Крячик, Квачик і Кручик перетворюються на золоті статуї, а потім сам Дерихвіст. Всьому світові загрожує перетвортися на золото. Скрудж, Форсаж і злодій Діжон повертають гуску на місце, що обертає прокляття.

## Персонажі

### Родина Мак-Дак та їх друзі
- Скрудж Мак-Дак — старий бізнес-качур родом з Шотландії. Найбагатший качур світу, що крім грошей збирає і різноманітні коштовності.
- Крячик, Квачик і Кручик — внучаті племінники Скруджа та племінники Дональда Дака.
  - Крячик (Г'юї) — найрозумніший з тріо;
  - Квачик (Дьюї) — найбільш творчий, мислитель цієї компанії;
  - Кручик (Луї) — найбільш практичний.
- Форсаж МакКряк — легковажний самовпевнений пілот Скруджа.
- Пані Кряква — няня племінників Скруджа.
- Пір'їнка Вандеркряк — онучка пані Крякви.
- Фентон Тріщун/Робокачур — бухгалтер (іноді партнер Скруджа), який живе у трейлері зі своєю мамою і бореться за справедливість у образі супергероя Робокачура.
- Дакворт — дворецький Скруджа Мак-Дака.
- Пончик — друг племінників Скруджа.
- Гвинт Недокрут — винахідник, знайомий Скруджа.
- Дональд Дак — дядько племінників.

### Лиходії
- Хапун Дерихвіст — головний конкурент Скруджа, також шотландець. Другий найбагатший качур світу, що часто не проти посісти перше місце, яке належить Скруджу.
- Брати Барбоси — сімейство псів, яке намагається пограбувати банк чи грошосховище Скруджа. Головує в них Мамця Барбос.
  - Крутій Барбос 
  - Касир Барбос 
  - Дантист Барбос 
  - Мальок Барбос 
  - Бублик Барбос 
  - Гоп-стоп Барбос
  - Ненажера Барбос
- Магіка фон Чварен — відьма, яка прагне вкрасти щасливі перші 10 центів Скруджа й захопити світ.

## Список епізодів

### Перший сезон (1987—1988)
1. Корабель не здавати / Treasure of the Golden Suns: Don't Give Up the Ship
2. Урвигай зустрічай / Treasure of the Golden Suns: Wronguay In Ronguay
3. Качундрики на Кондурах / Three Ducks of the Condor
4. У вічному холоді / Treasure of the Golden Suns: Cold Duck
5. Долина золотих сонць / Too Much of a Gold Thing
6. Я, це ти / Send in the Clones
7. Фараон Дональд перший / Sphinx for the Memories
8. Куди не ступала жодна качка / Where No Duck Has Gone Before
9. Армстронґ / Armstrong
10. Робокради / Robot Robbers
11. Темний бік Магіки / Magica's Shadow War
12. Джин чарівної лампи / Master of the Djinni
13. Готель Химеріус / Hotel Strangeduck
14. Втрачена корона Чингисхана / Lost Crown of Genghis Khan
15. В'язень Акватразу / Duckman of Aquatraz
16. Грошики мої, грошики / The Money Vanishes
17. Сер Гвинт Недокрут/ Sir Gyro de Gearloose
18. Загублений світ / Dinosaur Ducks
19. Герой напрокат / Hero for Hire
20. Супер По / Superdoo!
21. Жива легенда / Maid of the Myth
22. Злидні у Крякбурзі / Down & Out in Duckburg
23. Багато галасу через ніщо / Much Ado About Scrooge
24. Ас, вищий клас / Top Duck
25. Перлина мудрості / Pearl of Wisdom
26. Прокляття замку Мак-Даків / The Curse of Castle McDuck
27. Прагірка праправда / Launchpad's Civil War
28. У пошуках молодості / Sweet Duck of Youth
29. Крякотрус / Earth Quack
30. Слідами Одісея / Home Sweet Homer
31. Глухий кут Бермудського трикутника / Bermuda Triangle Tangle
32. Качки з далекого космосу / Micro Ducks from Outer Space
33. Повернення на Клондайк / Back to the Klondike
34. Копито в копито / Horse Scents
35. Домашня тваринка Скруджа / Scrooge's Pet
36. Плаваюча економіка / A Drain on the Economy. Catch as Cash Can (Part 1)
37. Океанські непереливки / A Whale of a Bad Time. Catch as Cash Can (Part 2)
38. Затонуле місто / Aqua Ducks. Catch as Cash Can (Part 3)
39. Терези покажуть / Working for Scales. Catch as Cash Can (Part 4)
40. Заслужена нагорода / Merit-Time Adventure
41. Золотий настриг / The Golden Fleecing
42. Качки на Заході / Ducks of the West
43. Часостоп / Time Teasers
44. У буші / Back Out in the Outback
45. Пісні чудесної арфи / Raiders of the Lost Harp
46. Саме той качур / The Right Duck
47. Скруджелюжка / Scroogerello
48. Нуль нуль Кряк / Double O Duck
49. Качиний талан / Luck o' the Ducks
50. Повстання Дакворда / Duckworth's Revolt
51. Чарівне дзеркало Маґіки / Magica's Magic Mirror, Грайте без мене / Take Me Out of the Ballgame[2]
52. Бізнес майбутнього / Duck to the Future
53. Крякзан / Jungle Duck
54. Перша аварія Форсажа / Launchpad's First Crash
55. Щасливому море по коліна / Dime Enough for Luck
56. Качур у залізній масці / Duck in the Iron Mask
57. Непохитний Гіндентанік / The Uncrashable Hindentanic
58. Шанолюбці / The Status Seekers
59. Ніскілечки не страшно / Nothing to Fear
60. Доктор Джекіл і пан Мак-Дак / Dr. Jekyll & Mr. McDuck
61. Перша зароблена монета / Once Upon a Dime
62. Шпигунський Аврам / Spies in Their Eyes
63. Наш герой / All Ducks on Deck
64. Шоу монстрів / Ducky Horror Picture Show
65. Доки племінники не розлучать нас / Till Nephews Do Us Part

### Другий сезон (1988—1989)
1. Час повертати час / Time Is Money Part 1: Marking Time
2. Майбутній король з минулого / Time Is Money Part 2: The Duck Who Would Be King
3. Бабба у халепі / Time Is Money Part 3: Bubba Trubba
4. На в тюки / Time Is Money Part 4: Ducks on the Lam
5. Печера Алі Бабби / Time Is Money Part 5: Ali Bubba's Cave
6. Поточний рахунок / Super DuckTales Part 1: Liquid Assets
7. Заморожені активи / Super DuckTales Part 2: Frozen Assets
8. Робокачур / Super DuckTales Part 3: Full Metal Duck
9. Клуб багатіїв Барбосів / Super DuckTales Part 4: The Billionaire Beagle Boys Club
10. Астрономічні суми / Super DuckTales Part 5: Money to Burn

### Третій сезон (1989—1990)
1. Тра-ля-ляндія / The Land of Trala La
2. Гроші по п'ятницях / Allowance Day
3. Баббео і Джульета / Bubbeo & Juliet
4. Хороші матусі / The Good Muddahs
5. Моя мама екстрасенс / My Mother the Psychic
6. Метал до металу / Metal Attraction
7. Грошопад / Dough Ray Me
8. Баббина мозкова атака / Bubba's Big Brainstorm
9. Великий ляп / The Big Flub
10. Як не впізнали таємне втілення / A Case of Mistaken Secret Identity
11. Скрудж на виробництві / Blue Collar Scrooge
12. Барбоманія / Beaglemania
13. Бізнес-каченята / Yuppy Ducks
14. А молода була в смугастому / The Bride Wore Stripes
15. Незламне сховище / The Unbreakable Bin
16. Велика Пір'їнка / Attack of the Fifty-Foot Webby
17. Селезень у масці / The Masked Mallard
18. Качиний День Валентина / A DuckTales Valentine

### Четвертий сезон (1990)
1. У Качастих горах / Ducky Mountain High
2. Напад металоїдних кліщів / Attack of the Metal Mites
3. Качур, що забагато знав / The Duck Who Knew Too Much
4. Нові робо-дітлахи на районі / New Gizmo-Kids on the Block
5. Остання пригода Скруджа / Scrooge's Last Adventure
6. Золота гуска (1) / The Golden Goose (1)
7. Золота гуска (2) / The Golden Goose (2)

## Виробництво
Виробництво серіалу розпочалося в 1986 році, коли студія «Disney» прагнула створити продукт, який можна було б показувати на різних телеканалах, що давав би більший прибуток, транслюючись на кількох каналах. За основу було взято класичні комікси Карла Баркса, але не всі епізоди повторювали їхні сюжети. Однією з ключових відмінностей стало виключення з сюжету Дональда Дака, тоді як в центрі уваги опинилися пригоди Скруджа і племінників. Якщо в Баркса Дональд Дак класично балакучий (при цьому його мова нерозбірлива), то в серіалі його замінює плеяда персонажів: пілот Форсаж, дворецький Дакворт, нянька Кряква, її онука Пір'їнка та скаут-ледар Пончик. Сума інвестицій у проєкт оцінювалася в 20 мільйонів, оскільки для синдикацій вимагалося попередньо створити 65 епізодів. Начальник відділу синдикації Боб Джакумін наполіг на тому, щоб взяти «Качині історії» під свій контроль. Анімація відбувалася на тайванській студії Wang Film і японській Tokyo Movie Shinsha. Кожен епізод коштував близько 300 тисяч доларів США.
Прем'єра відбулася 18 вересня 1987 року. Спочатку преса скептично поставилася до «Качиних історій», приписуючи серіалу низьку якість і недотримання духу коміксів. Зокрема, Скрудж в серіалі ставиться до своїх грошей як до трофеїв, здобутих у пригодах, а не дорожить ними самими по собі, що робить його образ позитивнішим. Проте рейтинги виявилися настільки високими, що Disney замовили додаткові епізоди крім готових 65-ти. В підсумку серіал протривав чотири сезони.
Успіх спонукав створити повнометражний фільм «Качині історії: Скарб чарівної лампи», проте він хоч і окупився, не став популярним. Це стало підставою відмовитися пізніше від планів на повнометражки «Чіпа і Дейла», «Темного плаща» та «Див на обертасах». Останні два епізоди серіалу вийшли 27 та 28 листопада 1990 року.

## Фільм
На основі серіалу 3 серпня 1990 року Walt Disney Pictures було випущено повнометражний анімаційний фільм «Качині історії: Скарб чарівної лампи» (англ. DuckTales the Movie: Treasure of the Lost Lamp). Фільм доповнює сюжет серіалу, Скрудж з племінниками знаходить лампу з джином, який може виконати будь-яке бажання. Та ним хоче заволодіти чаклун Мерлок, якого їм належить подолати.

## Пов'язана продукція

### Комікси
Паралельно до серіалу, впродовж 1988—1990 років, виходила серія коміксів «Качині історії» від Gladstone Publishing, що налічує 13 томів. З 1990 до 1991 року виходила друга серія від Disney Comics, яка налічує 18 томів. Disney також видавали дитячий журнал на тему серіалу, в якому публікувалися окремі комікси. Надалі комікси за «Качини історіями», не об'єднані в серії, видавалися Disney Adventures з 1990 до 1996 року.

### Відеоігри
- DuckTales (1989) — екшн-платормер для NES і Game Boy.
- DuckTales 2 (1993) — платформер для NES і Game Boy.
- DuckTales: The Quest for Gold (1990) — платформер для Amiga, Apple II, Commodore 64, DOS, Windows і Mac OS 8.
- DuckTales: Remastered (2013) — ремейк оригінальної DuckTales для консолей Wii U, Playstation 3, Xbox 360, Windows, iOS, Android і Windows Phone.

## Український дубляж
Мультсеріал дубльовано студією «Le Doyen» на замовлення компанії «Disney Character Voices International» у 2012 році.
- Переклад — Олександр Шабельник, Роман Дяченко
- Режисерка дубляжу — Людмила Ардельян
- Текст пісень — Роман Кисельов
- Музична керівниця — Тетяна Піроженко
- Титульну пісню виконав Заслужений артист України Володимир Трач (гурт «ManSound»)
- Диктор — Михайло Войчук

### Ролі дублювали
- Скрудж Мак-Дак — Євген Пашин
- Крячик — Катерина Брайковська
- Квачик — Ганна Соболєва
- Кручик — Марина Кукліна
- Форсаж МакКряк — Дмитро Гаврилов
- Фон Дрейк — Михайло Тишин
- Пончик — Олександр Погребняк
- Пір'їнка — Інна Бєлікова
- Дакворт / Хапун Дерихвіст — Максим Кондратюк
- Магіка фон Чварен — Ірина Дорошенко
- Гвинт Недокрут — В'ячеслав Довженко
- Дональд — Євген Шпірка
- Фентон Тріщун / Робокачур — Дмитро Сова
- Пані Кряква — Ольга Радчук
- Бабба — Андрій Соболєв
- Бублик — Павло Скороходько
- Крутій — В'ячеслав Дудко

А також: Катерина Качан, Сергій Солопай, Дмитро Завадський, Олег Лепенець, Ніна Касторф, Олександр Ігнатуша, Людмила Ардельян, Михайло Кришталь, Микола Карцев, Володимир Канівець, Тетяна Піроженко, Андрій Федінчик, Володимир Ніколаєнко, Андрій Мостренко, Петро Сова, Андрій Альохін, Людмила Суслова, Євген Шах, Юрій Кудрявець, Микола Боклан, Софія Масаутова, Анастасія Зіновенко, Олена Бліннікова, Юлія Шаповал, Дмитро Вікулов,

## Трансляції в Україні
В Україні мультсеріал демонструвався з російським дубляжем на каналах «1+1» та «Інтер» (без субтитрів), і на каналі «Україна» (з українськими субтитрами).
Прем'єра з українським дубляжем відбулася 28 травня 2012 року на «Новому каналі». З 2013 до 2017 року транслювався на телеканалі «ПлюсПлюс». З 2015 року мультсеріал показано на каналі «ТЕТ». З 1 січня 2019 до 11 липня 2022 року мультсеріал виходив на каналі «НЛО TV».